# Tibetisch-buddhistischer Kalmückentempel
Der tibetisch-buddhistische Kalmückentempel ist ein buddhistischer Tempel tibetischer Tradition in München (Siedlung Ludwigsfeld). Er ist der älteste buddhistische Tempel in Deutschland. Er liegt in der Rubinstraße 14 in München-Ludwigsfeld.
Anfang der 1950er Jahre richteten Kalmücken, die aus der Sowjetunion geflohen waren, als Displaced Persons in der Siedlung Ludwigsfeld bei München einen Tempel ein. Ein Teil der Einrichtung stammte aus einem früheren Tempel in Belgrad. Zunächst wurde der Tempel in einer ehemaligen Baracke des Dachauer KZ-Außenlagers Allach eröffnet. Seit 1975 befindet sich der Tempel in einer Einzimmerwohnung (Rubinstraße 14) in der Siedlung. 1973 und 1982 oder 1983 besuchte der amtierende 14. Dalai Lama, Tenzin Gyatso, den Tempel. Kalmücken aus verschiedenen Teilen Europas und aus den USA kamen hierfür zum Besuch nach München. Bis 1973 wurde der Tempel von einem kalmückischen Mönch geleitet, später von tibetischen Geistlichen. Der Tempel ist noch heute in Gebrauch, wird allerdings kaum noch von Kalmücken genutzt, sondern von allgemeinen Gruppen des tibetischen Buddhismus genutzt. Der war für lange Zeit der einzige buddhistische Tempel tibetischer Tradition. Zahlreiche Veranstaltungen rund um die Lehren des Buddhismus finden hier statt.